# Australische buidelspringmuis
De Australische buidelspringmuis of kultarr (Antechinomys laniger) is een buidelmuis uit het geslacht Antechinomys die voorkomt in de droge binnenlanden van Australië in open, droge gebieden. De wetenschappelijke naam van de soort werd voor het eerst geldig gepubliceerd door John Gould in 1856.

## Beschrijving
De Australische buidelspringmuis is een elegante, kleine buidelmuis met lange poten. Vaak springt hij slechts op zijn achterpoten. De dunne, lange staart loopt uit in een donkere borstel. De oren en ogen zijn groot, de bek is puntig. De bovenkant is grijsbruin tot zandkleurig, de onderkant wit. Om elk oog zit een donkere ring. Aan de lange, dunne achtervoeten zitten slechts vier tenen. De kop-romplengte bedraagt 140 tot 145 mm, de staartlengte 90 tot 115 mm en het gewicht 40 tot 100 g.

## Leefwijze
Deze solitaire soort bewoont lichte bossen tot halfwoestijnen. Het zoekt 's nachts zijn prooi (ongewervelden als spinnen en sprinkhanen). Het dier bouwt een nest van droge bladeren tussen dichte vegetatie, onder rotsen of in door andere dieren gebouwde holen.

## Voortplanting
In de winter en de lente wordt er gepaard; van augustus tot november zijn er jongen in de buidels van vrouwtjes geboren. De populatiegrootte kan sterk fluctueren.